# Бедейак-э-Эна
Бедейа́к-э-Эна́ (фр. Bédeilhac-et-Aynat, окс. Vedelhac e Ainat) — коммуна во Франции, находится в регионе Окситания. Департамент коммуны — Арьеж. Входит в состав кантона Тараскон-сюр-Арьеж. Округ коммуны — Фуа.
Код INSEE коммуны — 09045.

## Население
Население коммуны на 2008 год составляло 187 человек.
| 1962 | 1968 | 1975 | 1982 | 1990 | 1999 | 2008 |
| ---- | ---- | ---- | ---- | ---- | ---- | ---- |
| 112  | 126  | 120  | 119  | 136  | 150  | 187  |

## Экономика
В 2007 году среди 112 человек в трудоспособном возрасте (15—64 лет) 83 были экономически активными, 29 — неактивными (показатель активности — 74,1 %, в 1999 году было 65,3 %). Из 83 активных работали 67 человек (41 мужчина и 26 женщин), безработных было 16 (7 мужчин и 9 женщин). Среди 29 неактивных 6 человек были учениками или студентами, 18 — пенсионерами, 5 были неактивными по другим причинам.

## Достопримечательности
- Пещера Бедейак
- Башня Монторгей